# Carabas
Pour les articles homonymes, voir Carabas (homonymie).
 (janvier 2019).
Carabas est un éditeur français de bande dessinée faisant partie du groupe Tournon qui comprend également Semic et Kami.

## Auteurs
- Georges Bess
- Frédéric Bézian
- Sabrina Calvo
- Gabriel Delmas
- Antoine Dodé
- Michel Durand (Durandur)
- Yacine Elghorri
- Marie Jaffredo
- Jason
- Jean-Paul Krassinsky
- Joseph Lacroix
- Michaël Le Galli
- Monsieur Le Chien
- Patrick Pion
- Jean-Christophe Pol
- Benoît Springer
- Richard Marazano

## Collections

### Hors Collection
- Abigaël Martini[2]
- L'Âge de raison[3]
- AK[4], une bande dessinée dont les cases sont des photos de figurine de papier mâché
- L'Apparition
- Câlinée sous X[5]
- La Colère d'Achille[6]
- Criminal Macabre
- Didier Barcco
- Dragoñe
- Les Filles
- Harlequin Valentine
- Hemingway
- J'ai tué Adolf Hitler
- Je vais te montrer quelque chose
- Leela et Krishna
- Moi l'arbitre
- Mundi
- Myrkvun
- L'Orgueil de Tortillas
- Les Passeurs
- Plus jamais ça
- Popbot
- Le Portrait
- La Promesse
- Rocky
- Ruppert
- Samantha
- Silent Hill
- Télémaque
- Vampyr Draco Maleficus Imperator
- Victor et Anaïs
- Welcome to Paradise
- Winx Club

### Collection Alternative
- À l'Ouest de Tokyo
- Armelle et l'oiseau
- Armelle et mon oncle
- Beautiful World
- Le Mouton-chien manchot
- Pad
- Sonia
- Stan

### Collection Révolution
- Akhénaton
- Bridget Kosmo Bonus
- Moloch jupiter superstar
- Elagabal
- L'Extravagant Monsieur Pimus
- Grangousiers
- Gunman
- Durandur
- Le gros lot
- Mezzo tinto
- Jeanne
- Orycteropus
- Chien rouge chien noir
- Superfunky
- Ils sont parmi nous
- Le miroir de l'amour

### Collection Réservoir
- 3 ardoises
- Assassination
- Planète immobile
- Une aventure de Benjamin Jamet

### Collection Chimère
- Le bel inconnu
- Meilleurs vœux
- Peau de tambour
- Robin de Sherwood

### Collection Nexus
- Le Bataillon des lâches

### Collection Cockpit
- Echecs et Automates
- Dido
- Relayer
- Holmes
- Les yeux verts
- Le miroir des fantasmes

### Collection Crocodile
- Cos et Mos
- Le chevalier au cochon
- Arbreville
- La petite famille
- Serge le hamster de l'enfer

### Collection Epic
- Pythons
- Factory

### Collection Époques
- Estelle
- Winston Hoggart
- Les démons de Marie

### Collection Igloo
- Georges Frog
- Nebulo
- Dido (réédition)
- Avril
- Beurk
- Venezzia

### Collection Urban
- Ruden
- L'année du Dragon
- Une âme à l'amer
- Mike Zombie
- Sangre Noctambula
- Kick Back
- L'Irlandais
- Paranormal

### Collection Museum
- Vampires (collectif), 2001
- Vampires 2 (collectif), 2002

### Collection Les Petits Chats Carrés
- Amira et les squelettes mexicains
- Cloé
- Le Cochon qui crie au loup
- Coloriage
- Le Corbeau et le renard
- Les Croquemagnons
- Dzapping jungle
- Les Eaux sauvages
- Un gâteau de grand
- Gérald le pingouin
- Il était une fois
- Jour de pêche
- Jour de pluie
- La Tache
- Lune de jour
- Le plat du jour
- Le Miam de moute
- Moi, j'aime pas le foot
- Paf !
- Pilou Park
- Piraterie
- Plutôt mûrir
- Les Poux
- Rodney contre le robot
- Super cochon
- La Tartine au beurre
- Tita ne dort pas
- Valentin
- Valentine
- Va te brosser les dents !
- Viking !
- Waterloo
- Super croco